# أنور أحمد
أنور أحمد (10 أكتوبر 1959 -)، ممثل بحريني.
متزوج وله أربع أبناء.

## أعمال المسرحية
- كان يا ما كان، حفلة تنكرية، السؤال، مرحبا بالأحبة، رجل من عامة الناس، السوق.
- تقديم عدد من الأعمال الأكاديمية من خلال المعهد العالي للفنون المسرحية.
- أخرج أول أعماله المسرحية، مسرحية عشرة على عشرة........

## مسلسلات التلفزيونية
- فتاة أخرى، الصمت في قلوب مغلقة، أولاد بو جاسم، حسن ونور السنا، شقة الحرية، حزاوي الدار، ملفى الأياويد، فرجان لول، بحر الحكايات، ليل البنادر، حلم الوريث، الكلمة الطيبة، أحلام رمادية... وغيرها.
- شارك في أول فيلم روائي للبحرين »الحاجز«، للمخرج البحريني بسام الذوادي.
- الاشراف على الإنتاج الدرامي مواطن طيب، السديم، أحلام رمادية، ليل البنادر، شريك حياتي، الكلمة الطيبة، بقايا رماد.

## أعمال الاذاعية
- البرنامج الاسبوعي »عندما يرتفع الستار« لمدة ثلاث سنوات.
- المسلسل الدرامي: »يوم قالوا له تقاعد«.
- المسلسل اليومي قصص خليجية - إنتاج مؤسسة البرامج المشتركة لدول الخليج.. وغيرها.

## أعمال التلفزيونية
معد ومقدم برنامج محليات لمدة 8 سنوات مقدم لبرامج متنوعة مثل:
- (الرياضة، حول العالم، مساء الخير، في البدء).
- معكم كل مساء (4 دورات)، معكم في رمضان (7 دورات).
- شارك واربح (4 دورات)، لقاء الجمعة، حياكم معانا، مسابقات الكنز، بث غير مباشر، فنون... وغيرها.

## مشاركات المسرحية الخارجية
- مهرجان الشباب المسرحي الأول (الكويت).
- مهرجان الشباب المسرحي الأول (كعضو لجنة تحكيم) (الإمارات).
- مهرجان الشباب المسرحي الثالث (قطر).
- المهرجان المسرحي الأول 8891 (الكويت).
- المهرجان المسرحي الثاني (قطر).
- المهرجان المسرحي التجريبي الأول (مصر).
- مهرجان بغداد المسرحي الأول، مهرجان بغداد للمسرح العربي الأول، مهرجان بغداد للمسرح العربي الثاني، مهرجان القاهرة التلفزيوني في أربع دورات وحصل على جائزة الفنان العربي في المهرجان الرابع.